# Mogollonbergen

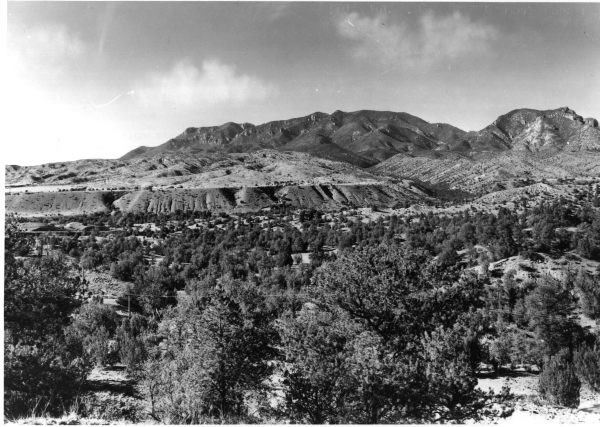
Vy över Mogollonbergen från U.S. Route 180.

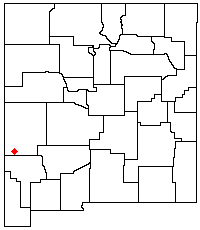
Mogollonbergens läge i västra New Mexico.

Mogollonbergen eller Mogollon Range (IPA: /mʌɡɨˈjoʊn/ eller IPA: /moʊɡəˈjoʊn/) är en bergskedja i Grant County och Catron County i sydvästra New Mexico, USA. Bergen är för närvarande skyddade inom Gila National Forest.
Mogollonbergen ligger väster om Gilafloden och öster om San Francisco River, mellan samhällena Reserve och Silver City. Det högsta berget i kedjan är Whitewater Baldy som är 3 321 m högt.